# Alfa Romeo
Az Alfa Romeo sportautóiról nevezetes olasz autógyár, a Fiat-konszern része.

## Története
A cég elődjét, a Darracq Italianát 1907-ben egy milánói arisztokrata, Ugo Stella lovag és Alexandre Darracq francia autógyáros alapította. A cég kezdetben Nápolyban gyártotta a Darracq autókat.
A Darracq Italiana megszűnése után Stella és több olasz befektető egy újfajta Daracqot kezdett el gyártani Milánó Portello nevű kerületében. Ekkor a cég megváltoztatta nevét, innentől használta az  A.L.F.A. rövidítést (Anonima Lombarda Fabbrica Automobili, magyarul a hivatalos megnevezése: Lombardiai Autógyár). Ugo Stella nagy döntése az volt, hogy felvette a kiváló mérnököt, Giuseppe Merosit. Az első modell az 1910-ben gyártott 24 darab sportos HP autó volt. Ezt további 12 HP követte, amelyet ugyanazzal a motorral szerelték, de teljesítményét lecsökkentették.
Miután Nicola Romeo megvásárolta a gyárat, az embléma fémes karimájába az ALFA ROMEO-MILANO felirat került. Az első Alfa Romeo márkanév alatt gyártott autó 1920-ban készült el. Ez volt a Torpedo 20–30 HP.

## Szimbólumok
Az Alfa Romeo embléma két jellegzetes milánói szimbólum, a kígyó és a kereszt ötvözete. A halványkék háttérrel ábrázolt Visconti kígyó ötlete a műszaki részleg egyik fiatal tervezőjének a fejéből pattant ki, amikor a Piazza Castellón éppen villamosra várt és a Filarete tornyon látható kígyót nézte. A kígyót és a fehér háttér előtt ábrázolt vörös keresztet fémes karima veszi körül, amelyen az ALFA („Anonima Lombarda Fabbrica Automobili”) és a MILANO szavak olvashatók, köztük két, a Savoyai-dinasztiára jellemző csomóval.
Másik nagy jellegzetessége a pajzs az autók elején. 1910-től kezdve az összes típuson megtalálható, kisebb-nagyobb formában.
1910-ben egy magazin a következőket írta: „ALFA: a név önmagában egy program, vagy inkább egy program egyértelmű magyarázata. Az ábécé első betűjét jelöli, egyfajta kiindulópontot szimbolizál, valaminek a kezdetét, egy új élet kialakulását…”
A négylevelű lóhere, a "quadrifoglio verde" az 1923 óta díszíti a márka versenyautóit, jelenleg a sportmodelleket (QV) jelöli. A fehér háromszög, benne a zöld négylevelű lóherével az első kerekek és az ajtó között a kocsi oldalán látható.
A lóhere Ugo Sivocci 1923-as halála óta használt. A tapasztalt, de sokszor balszerencse által sújtott, saját korában örök másodikként emlegetett versenyző a Targa Floriora készülve festett a kocsija hűtőmaszkjára egy fehér négyzetbe helyezett négylevelű lóherét, hátha szerencsét hoz. A húzás bejött, megnyerte a versenyt. A győzelem az Alfa Romeo szimbólumává tette az új logót. Sivocci 1923-ban, néhány hónappal a Targa Florio-n aratott diadal után, a Giuseppe Merosi által frissen tervezett P1 tesztelése közben vesztette életét. A kocsira nem volt felfestve a négylevelű lóhere. Azóta Fortuna kegyeit keresve minden Alfa Romeo versenyutón helyet kap.
Utcai autón elsőként az 1963-as Giulia TI Super-en volt látható. Az 1970-es években a Quadrifoglio Verde nevet kapták a legerősebb, legsportosabb modellek. A '80-as években a Quadrifoglio Oro, az arany lóhere a legjobban felszerelt, luxusmodellek ismertető jele volt.  A 21. században a logó a 8C Competizione oldalán éledt újra, és ma is csak a márka sportmodelljei, a Giulia QV és a Stelvio QV viselhetik.

## Modellkínálat
- Alfa Romeo Giulietta
- Alfa Romeo Giulia
- Alfa Romeo Stelvio
- Alfa Romeo Tonale (2022-től)
- Alfa Romeo Junior

|  |  |  |
|  |  |  |

## Korábbi modellek
- Alfa Romeo 75
- Alfa Romeo 145
- Alfa Romeo 146
- Alfa Romeo 147
- Alfa Romeo 155
- Alfa Romeo 156
- Alfa Romeo 166
- Alfa Romeo 4C
- Alfa Romeo 8C Competizione
- Alfa Romeo 159
- Alfa Romeo Brera
- ...6, 33, 90, 164, GT, Spider, GTV, SZ & RZ, Arna, Giulietta Nuova, Alfasud, Alfasud Sprint, Alfetta, Alfetta GT/GTV/GTV6, Montreal, 33 Stradale, Giulia Spider Duetto, 1900 Berlina, 2000 Berlina, RM, RL, G1, MiTO.